# 阿绍
阿绍是德国巴伐利亚州的一个市镇。总面积79.61平方公里，总人口5725人，其中男性2700人，女性3025人（2011年12月31日），人口密度72人/平方公里。